# Profession libérale
 (février 2024).
 (février 2024).
Une profession libérale désigne toute profession exercée sur la base de qualifications appropriées, sous sa propre responsabilité, de façon professionnellement indépendante et qui répond, parfois, à un intérêt général.
Un professionnel libéral exerce une activité de nature civile, ayant pour objet d'assurer des prestations principalement intellectuelles, techniques ou de soins dans un cadre réglementé et d'intérêt public ou non réglementé ; il s'agit, pour ce professionnel libéral, d'assurer des services intellectuels et conceptuels pour le public, et en aucune façon des activités associatives, artisanales ou industrielles...

## Professions réglementées
Une profession libérale réglementée regroupe des professionnels qui exercent une activité civile, qui n'est, notamment, ni commerciale, ni artisanale, ni industrielle, ni agricole. L'exercice de la profession est à titre habituel, de manière indépendante et sous la responsabilité du professionnel. L'activité est de nature généralement civile. Elle a pour objet d'assurer, dans l'intérêt du client ou du public, des prestations principalement intellectuelles, techniques ou de soins. Ces prestations sont mises en œuvre au moyen de qualifications professionnelles appropriées et dans le respect de principes éthiques ou d'une déontologie professionnelle. Le terme « profession » se différencie de celui de « métier ».
« MÉTIER » : OCCUPATION – TRAVAIL : 1/ Genre d'occupation manuelle ou mécanique qui exige un apprentissage et est utile à la société économique… (source : Le Petit Robert) ;
« PROFESSION » : 1/ Occupation déterminée dont on peut tirer ses moyens de subsistance… 2/ [Couramment] Métier qui a un certain prestige social ou intellectuel… Professions libérales… (source : Le Petit Robert).
En France, certaines professions libérales sont réglementées et soumises à un contrôle déontologique dont les règles sont fixées par un code de déontologie approuvé par le ministère de tutelle de la profession. Leur activité principale répond à un intérêt public défini par la loi.

### Les professions libérales réglementées
Contrôlées déontologiquement par un organisme et nécessitant l'inscription à un registre spécifique, ce sont les professions de santé, de pharmacien, de notaire, d'avocat, d'huissier de justice, de juriste d'entreprise (titre protégé uniquement), de réviseur d'entreprises, d'expert-comptable/conseiller fiscal, d'architecte, d'agent immobilier, d'expert en automobiles.

Les modes d'exercice de ses professions sont fixés par la loi. Leur activité à caractère commercial est tout ou partie d'intérêt général. L'appellation, le titre, et tout ou partie des activités de chacune de ses professions réglementées et contrôlées sont spécifiques et ne peuvent être utilisés par quiconque (article 433-17 du code pénal).
Si l'activité similaire est exercée sous la forme d'une des professions non réglementées du secteur, l'activité et le professionnel prennent alors un autre nom (Par exemple : Il n'existe pas d'avocat qui exerce une activité d'avocat sans exercer la profession libérale réglementée et contrôlée d'avocat...).

## Professions non réglementées
Les professions libérales non réglementées exercent également une activité civile, ni artisanale, ni industrielle, ni agricole et qui n'entre pas dans le champ d'activité des professions libérales réglementées. Elles ne sont pas soumises au contrôle limité d'une organisation professionnelle propre. Par définition, elles se réfèrent à une éthique professionnelle, qu'elles se fixent elles-mêmes et souvent, par mimétisme d'une profession réglementée contrôlée. Leurs activités sont strictement commerciales et ne répondent pas un intérêt public défini par la loi. Il n'existe pas de liste officielle des professions libérales non réglementées a contrario des professions libérales réglementées.
Parmi les professions libérales non réglementées, on reconnaît celles de l'infographie : Infographiste, du webdesign : Concepteur de sites web, du prototypage virtuel : Prototypiste virtuel, d'architecte d'intérieur, de la traduction : Traducteur-Interprète, de l'économie sociale et familiale : conseiller/ère en économie sociale et familiale CESF, du conseil.

## Législation

### En France
La loi n° 2012-387 du 22 mars 2012 relative à la simplification du droit et à l'allégement des démarches administratives a repris les termes de "professions libérales" pour désigner le statut des travailleurs non salariés qui exercent une profession libérale :
« Les professions libérales groupent les personnes exerçant à titre habituel, de manière indépendante et sous leur responsabilité, une activité de nature généralement civile ayant pour objet d'assurer, dans l'intérêt du client ou du public, des prestations principalement intellectuelles, techniques ou de soins mises en œuvre au moyen de qualifications professionnelles appropriées et dans le respect de principes éthiques ou d'une déontologie professionnelle, sans préjudice des dispositions législatives applicables aux autres formes de travail indépendant ».

Avec le statut de "travailleurs indépendants", les particularités du statut sont précisées au code du travail " Sous-section 2 : Travailleurs indépendants, membres des professions libérales et professions non salariées. (Articles L6331-48 à L6331-53) .
Le nombre d'entreprises commerciales uninominales de professionnels libéraux ne cesse de croître, particulièrement depuis la création du régime de l’auto-entrepreneur.

#### Pour les professions réglementées
La loi MURCEF de 2001 (article 5-1), a autorisé, pour certaines professions libérales, des groupes financiers à récupérer plus de 50 % du capital des Sociétés d'Exercice Libéral en utilisant un montage juridique via une personne morale exerçant la profession à l'étranger (SEL) tout laissant le droit de vote aux professionnels diplômés de la société. Ceux-ci ne possédant plus le capital desdites sociétés n'en sont pas moins légalement responsables en cas de faute professionnelle.
« Art. 5-1. - Par dérogation au premier alinéa de l'article 5, plus de la moitié du capital social des sociétés d'exercice libéral peut aussi être détenue par des personnes physiques ou morales exerçant la profession constituant l'objet social ou par des sociétés de participations financières de professions libérales régies par le titre IV de la présente loi. »
La loi en faveur des PME du 2 août 2005 dite loi Jacob-Dutreil, censée contrecarrer ces dérives financières de ces sociétés, permet la possibilité pour chaque profession libérale de déterminer par décret, le fonctionnement précis qu'elle souhaite se voire appliquer.
Beaucoup de professions libérales ont rédigé ces décrets mais n'ont toujours pas obtenu leur publication.

##### Les professions médicales
- médecin (profession soumise à un contrôle déontologique),
- vétérinaire(profession soumise à un contrôle déontologique),
- pharmacien (profession soumise à un contrôle déontologique),
- chirurgien-dentiste, (profession soumise à un contrôle déontologique),
- optométriste (profession soumise à un contrôle déontologique),
- sage-femme (profession soumise à un contrôle déontologique),

Les professions paramédicales : 
- kinésithérapeute,
- infirmier,
- orthophoniste,
- diététicien,
- podologue,
- ergothérapeute,
- psychomotricien, etc.

- psychologue

##### Professions juridiques
- avocat (profession soumise à un contrôle déontologique)
- huissier de justice (profession soumise à un contrôle déontologique)
- mandataire judiciaire
- administrateur judiciaire
- notaire

##### Professions économiques
- expert-comptable (profession soumise à un contrôle déontologique)
- comptable
- conseiller fiscal (profession soumise à un contrôle déontologique),
- agent immobilier (profession soumise à un contrôle déontologique)

##### Professions techniques
- architecte (profession soumise à un contrôle déontologique),

- géomètre,

- géomètre-expert (profession soumise à un contrôle déontologique),

- expert en automobiles  (profession soumise à un contrôle déontologique),
- diagnostiqueur immobilier
- journaliste
- traducteur, interprète
- enquêteur de droit privé
- généalogiste [réf. nécessaire]
- négociateur immobilier (agent commercial immobilier) (profession soumise à un contrôle déontologique),
- expert devant les tribunaux et cours
- consultants divers
- experts divers

#### Affiliation de sécurité sociale et diverses obligations
Pour l'assurance vieillesse, la plupart des professions libérales sont affiliées à la Caisse nationale d'assurance vieillesse des professions libérales (CNAVPL). Pour la maladie, elles sont affiliées à la Sécurité sociale des indépendants.
Ces professionnels facturent leurs prestations. Leur temps de travail est libre. Ils doivent tenir une comptabilité d'entreprise voire la faire tenir par une entreprise extérieure spécialisée en comptabilité (expertise comptable).
Les cotisations sociales en France sont collectées obligatoirement par le RSI (Régime social des indépendants) jusqu'en 2018 date de la disparition du RSI, remplacé sur une période transitoire de 2 ans, par la « Sécurité sociale des indépendants ».
Il est de tradition que ces professionnels facturent leurs prestations en honoraires lorsqu'ils exercent sous un statut de travailleur indépendant. Leur temps de travail est souvent libre. Comme tous professionnels et quel que soit leur statut juridique d'exercice, ils doivent tenir une comptabilité.

### En Belgique

#### Pour les professions réglementées
L'exercice d'une activité économique sous statut indépendant est réputée de nature civile, lorsqu'elle n'est pas reprise expressément comme "actes de commerces" au sens du Code de commerce.
Les professions libérales réglementées de nature civile sont :

#### Professions de la santé
- les professions médicales : médecin, vétérinaire, pharmacien (si activité exercée en personne physique), dentiste, sage-femme
- kinésithérapeute
- infirmier
- les professions paramédicales : logopède, diététicien, podologue, bandagiste/orthésiste/prothésiste, orthoptiste, audiologue/audicien, ergothérapeute…
- psychologue (titre protégé uniquement)

#### Professions juridiques
- notaire
- avocat
- huissier de justice

#### Professions économiques
- réviseur d'entreprises
- expert-comptable
- conseil fiscal (titre protégé uniquement)
- comptable-(fiscaliste) agréé

#### Professions techniques
- architecte
- géomètre-expert
- expert en automobiles

#### Autres professions
- journaliste professionnel (titre protégé uniquement)
- traducteur juré

### En Europe
Le système de réglementation spécifique nationale est attaqué par la Commission européenne au nom de la disparition des monopoles et de la libre concurrence.

### Exploitation des sociétés
En France : Les sociétés de professionnels libéraux, généralement, ne peuvent être détenues majoritairement que par des professionnels en exercice dans lesdites sociétés. Cette particularité a pour but, notamment pour les professions du droit, de la santé ou de l'architecture, de garantir l'indépendance des professionnels vis-à-vis de groupes financiers qui pourraient influencer et donc entraver l'exercice correct de leur profession.

### Représentation
En France : Les professions libérales réglementées sont représentées par deux centrales généralistes :
- l'Union nationale des professions libérales (UNAPL) avec plus de 65 syndicats professionnels majoritaires adhérents, seule l'UNAPL est officiellement représentative et reconnue comme organisation patronale du champ multi-professionnel (loi du 5 mars 2014)
- La Chambre nationale des professions libérales (plus de 30 organismes)

Chaque organisme chargé du contrôle déontologique des professions libérales réglementées et contrôlées à un rôle de représentation de la profession concernées auprès des pouvoirs publics.